# Thulla
Thulla (* 6. September 1968 in Kopenhagen als Thulla Christina Wamberg) ist eine dänische Sängerin zwischen Pop und Jazz.
Die Kopenhagener Sängerin ist musikalische Autodidaktin und zählt nach eigener Aussage Tom Waits, Leonard Cohen, Marilyn Monroe und Björk zu ihren musikalischen Vorbildern. Sie vereint in ihren Bands, dem Thulla’s Organic Orchestra und seit 2005 der Thullabandulla Band, eine Auswahl der Jazzgrößen Dänemarks. Die Songs sind ein Mix eigener Kompositionen und internationaler Standards. Neben Dänemark verkaufen sich ihre Platten vor allen Dingen in Deutschland, Japan und Portugal.

## Diskografie

### Alben
- Thulla. StarHouse 1999
- The Spirit of Yesterday. Cope Records (LeiCom) 2001
- Double up, please. Cope Records (LeiCom) 2002
- Evergreen Machine. Cope Records (LeiCom) 2003
- The Spirit of Yesterday. Cope Records (LeiCom)
- Thullabandulla Band: Life is a Car. Cope Records (LeiCom) 2005

### Singles
- Twilight Mood Thulla/Ninna Milner, 2003
- Make Music not War jazzmusicians pro peace, 2003
- Thulla vs Pörder & Hinkola Rebellious Angel, 2004